# A voce nuda
A voce nuda è un cortometraggio diretto da Mattia Lobosco e presentato come evento speciale all'80ª Mostra internazionale d'arte cinematografica di Venezia.
Il film ha come protagonista l'attrice Ginevra Francesconi.

## Trama
Camilla ha 17 anni è una musicista. È stata vittima di sextortion, si vergogna e continua a rinunciare alle sue passioni. Riuscirà a trovare la forza di reagire? 

## Distribuzione
Il film è stato presentato all'80ª Mostra internazionale d'arte cinematografica di Venezia ed è disponibile dal 5 settembre 2023 su RaiPlay.